# Oliver Reck
Oliver Reck (nacido el 27 de febrero de 1965) es un exfutbolista y entrenador alemán de fútbol. Actualmente entrena al SSV Jeddeloh II de la Regionalliga Nord. En su etapa de futbolista jugó como portero.
En una carrera profesional de 20 años, fue mejor conocido por sus períodos en el Werder Bremen y el Schalke 04, para quienes participó en más de 500 juegos oficiales combinados, 471 solo en la Bundesliga.

## Carrera como futbolista
Reck comenzó su carrera profesional con Kickers Offenbach en la Bundesliga 1983–84; Jugó 18 partidos mientras su equipo descendía.
En 1985 se unió al SV Werder Bremen, siendo titular indiscutible del equipo durante 11 de sus 13 temporadas, al mismo tiempo que jugó un papel decisivo en las conquistas del club, que incluyeron dos ligas y la Recopa de Europa en 1991-92. Sin embargo fue suspendido para la final de la Recopa, en la que fue reemplazado por Jürgen Rollmann.
Luego se mudó al FC Schalke 04 en 1998, con 33 años, y aún acumula 112 partidos de liga más. En su última temporada, jugó como el segundo arquero por detrás de Frank Rost por lo que decidió retirarse. Aunque Oliver Kahn tiene el récord de más partidos sin encajar goles en la liga (con 180 en un total de 515 partidos), Reck es el portero más efectivo, no encajando un gol en 173 de 471 partidos, con una "tasa de efectividad" de 0,367, frente al 0.349 de Kahn.
El 9 de febrero de 2002, en su penúltimo año, marcó un penalti para el Schalke en la victoria en casa por 4-0 ante el FC St. Pauli.

## Selección nacional
Reck jugó una vez con Alemania, fue el 4 de junio de 1996, en una victoria amistosa por 9-1 contra Liechtenstein. Fue miembro del equipo ganador de la Eurocopa 1996.

## Carrera como entrenador
Después de retirarse, se convirtió en entrenador de porteros en el Schalke 04. Después del despido de Fred Rutten en marzo de 2009, se convirtió en entrenador interino, junto a Youri Mulder y Mike Büskens hasta el final de la temporada.
Posteriormente reemplazó a Milan Šašić como entrenador del MSV Duisburg de forma interina el 28 de octubre de 2011. Su primer partido fue una derrota por 3-0 contra el 1860 München el 30 de octubre de 2011. Reck fue nombrado más tarde entrenador permanente, pero fue despedido el 27 de agosto de 2012 a solo 3 partidos de la nueva temporada.
En julio de 2013 se convirtió en el entrenador de porteros de el Fortuna Düsseldorf. Tras el despido de Mike Büskens, fue nombrado entrenador interino del club el 2 de diciembre de 2013. Reck terminó su puesto interino cuando Fortuna Düsseldorf contrató a Lorenz-Günther Köstner como nuevo entrenador en jefe y regresó como entrenador de porteros. Después de que el equipo disolviera el contrato con Köstner en junio de 2013, Reck regresó a la posición de entrenador en jefe en Düsseldorf.
El 23 de febrero de 2015 fue despedido después de solo sumar un punto en tres partidos después de las vacaciones de invierno. Su último partido fue una derrota por 3-1 el día anterior contra el 1. FC Nürnberg.
El 27 de enero de 2016 se convirtió en entrenador del equipo Kickers Offenbach de la Regionalliga Südwest. Sin embargo, desde el 27 de mayo de 2016, el futuro del club está en duda debido a las fuertes deudas. Pese a ello según los informes, Reck quiere quedarse en el club. En abril de 2018 se anunció que Reck dejaría Offenbach al final de su contrato el 30 de junio de 2018.
En diciembre de 2019, el club de cuarto nivel SSV Jeddeloh anunció que Reck asumiría el cargo de gerente con un contrato hasta el final de la temporada 2019-20. En marzo de 2020, se anunció una extensión del contrato hasta el verano de 2021.

## Palmarés

### Club
Werder Bremen
- Copa de Alemania: 1990-1991, 1993-1994; Subcampeón 1988–89 y 1989–90.
- Recopa de la UEFA: 1991–92.
- Bundesliga: 1987–88, 1992–93.
- Supercopa de Alemania: 1988, 1993 y 1994.

Schalke 04
- Copa de Alemania: 2000–01 y 2001–02.
- Copa de la Liga de Alemania: Subcampeón 2001 y 2002.

### Internacional
Alemania
- Eurocopa: 1996.
- Juegos Olímpicos de verano: medalla de bronce 1988.